# Yvonne Sandberg-Fries
Yvonne Sandberg-Fries, née le 14 octobre 1950 à Umeå et morte le 21 décembre 2020, est une femme politique suédoise.
Membre du Parti social-démocrate suédois des travailleurs jusqu'en 2014 où elle rejoint le Parti de l'environnement Les Verts, elle siège au Riksdag de 1982 à 1996 et au Parlement européen de 1995 à 2004.